# Badminton en Indonésie

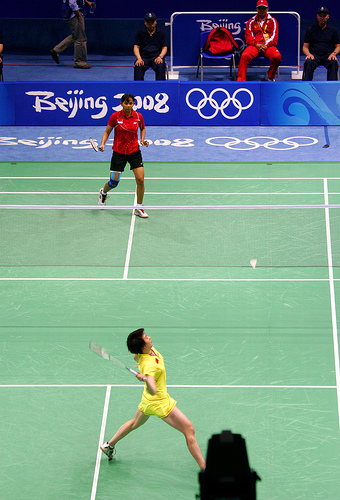
Maria Kristin Yulianti (en rouge) affronte Lu Lan aux Jeux olympiques d'été de 2008 à Pékin.

Le badminton est un sport très populaire en Indonésie. Les joueurs indonésiens sont parmi les meilleurs au monde.

### Sources
- (fr) "En Indonésie, le badminton est un motif de fierté nationale", Le Monde, 23 novembre 2009. Interview présentant l'étude de Colin Brown intitulée (en) [PDF] Sport, Politics and Ethnicity: Playing Badminton for Indonesia